# Marek Juza
Marek Mariusz Juza, ps. Metus (ur. 31 marca 1979 w Krakowie) – polski wokalista, muzyk, kompozytor, poeta, grafik. Od 2006 roku lider, kompozytor i wokalista grupy muzycznej „Metus”. Tworzy w obszarze muzyki eksperymentalnej, ambientu, muzyki alternatywnej, neoklasyki, metalu i rocka progresywnego. Pierwszy oficjalny album ukazał się w 2007 roku nakładem wydawnictwa Lynx Music.

## Kariera muzyczna

### Początki
Marek Juza urodził się w Krakowie. Uczęszczał do VIII liceum ogólnokształcącego w Krakowie. Studiował geografię na Uniwersytecie Jagiellońskim w Krakowie. Studia porzucił na czwartym roku. Poświęcił się pracy artystycznej, komponując, pisząc liryki, tworząc i prezentując swoje grafiki oraz podróżując po świecie.

### Życie prywatne
Od 1999 roku jego żoną jest Anna Juza. Ma dwie córki. Jest czynnym sportowcem – pływakiem w drużynie Masters Korona Kraków.

### Projekt Metus
W 2006 roku Marek Juza utworzył w Krakowie undergroundowy projekt „Metus” - nazwa oznacza respekt i szacunek do Boga, kosmosu, przyrody, ludzkiej egzystencji oraz samego cudu istnienia – czym emanują jego liryki, w kolejnych latach rozwinął jednoosobowy projekt poszerzając skład o nowych muzyków.
Projekt wydał dotychczas szereg albumów, rozwijając swój charakterystyczny styl, nie bojąc się eksperymentować pomiędzy różnymi gatunkami muzycznymi zachowując jednak swoją wyraźną odrębność. W kwietniu 2007 roku wydał pierwszy album zatytułowany „Vale of tears”, następnie w październiku tego samego roku pojawiła się druga płyta „New Dawn”, natomiast w 2008 trzecia „Deliverance” (płyta na portalu www.artrock.pl została oceniona jako arcydzieło) zamykająca całą trylogię noszącą wspólny tytuł „The Heritage”. Fragment tytułowego utworu z trzeciego albumu „Deliverance” został wykorzystany w niezależnej produkcji filmu Michała Tylki „Fakestories.net” z 2011 roku. Kolejne wydania to rok 2009 album: „Beauty”, 2010 to dwupłytowy i jednocześnie dwujęzyczny album „Out of Time / Poza Czas”, następnie 2012 „In memory of my lost dreams” oraz 2013 „Source of life”. Na listopad 2016 zapowiedziano wydanie ósmej i dziewiątej płyty o tytułach „Black Butterflies”, „Czarne Motyle”.

## Muzycy projektu
Skład zespołu:
- Marek Juza – wokal, kompozycje, aranżacja, teksty
- Krzysztof Lepiarczyk – instrumenty klawiszowe, akordeon (od października 2007)
- Marcin Kruczek – gitara rytmiczna, gitara prowadząca, gitara klasyczna (od 2008)
- Grzegorz Bauer – perkusja (od 2009)
- Krzysztof Wyrwa – gitara basowa, warr guitar (od 2009)
- Piotr Bylica – wiolonczela (od 2009)
- Agnieszka Reiner – skrzypce (od 2016)
- Dagmara Ćwik – wokal żeński (od 2016)
- Jarema Pogwizd – instrumenty klawiszowe, (od października 2019)
- Marcin Pokorski - skrzypce, (od 2018)
- Maciej Dzik perkusja, (od października 2019)
- Pola Juza - chórki wokal dziecięcy, (od 2018)
- Lena Juza - chórki wokal dziecięcy, (od 2018)

## Dyskografia
Płyty studyjne
- Vale of Tears (2007)
- New Dawn (2007)
- Deliverance (2008)
- Beauty (2009)
- Out of Time/Poza Czas (2010)
- In Memory of My Lost Dreams (2011)
- Source of Life (2012)
- Black Butterflies (2016)
- Czarne Motyle (2016)[4]
- Time will dissolve our shadows (2019)

Kompilacje
- Metus The Heritage (2010) Lynx Music
- Lizard 3 (2011) kompilacja płytowa w magazynie muzycznym Lizard czerwiec 2011[13]

## Współpraca, występy gościnne
- Crawling Tunes vol.2 CTMC002 (2008)[14]
- Nemezis, Nemezis (2010)[14]
- Millenium, Ego (2013)[14]
- Millenium, In search of the perfect melody (2014)[14]
- Letum, The Fifth State of Grief Let Go digital release[15] (2014)
- Letum, Shades of a Lost World - I saw the devil or maybe it was God? , Decay CD release[15] (2019)